# Història del còmic nord-americà
La Història del còmic nord-americà, va començar al segle XIX als mitjans impresos de masses, a l'era del periodisme sensacionalista, on els còmics dels diaris servien com a entreteniment per la majoria de lectors. Al segle XX, els còmics es van convertir en un mitjà d'art autònom i una part integral de la cultura nord-americana.

## Visió general

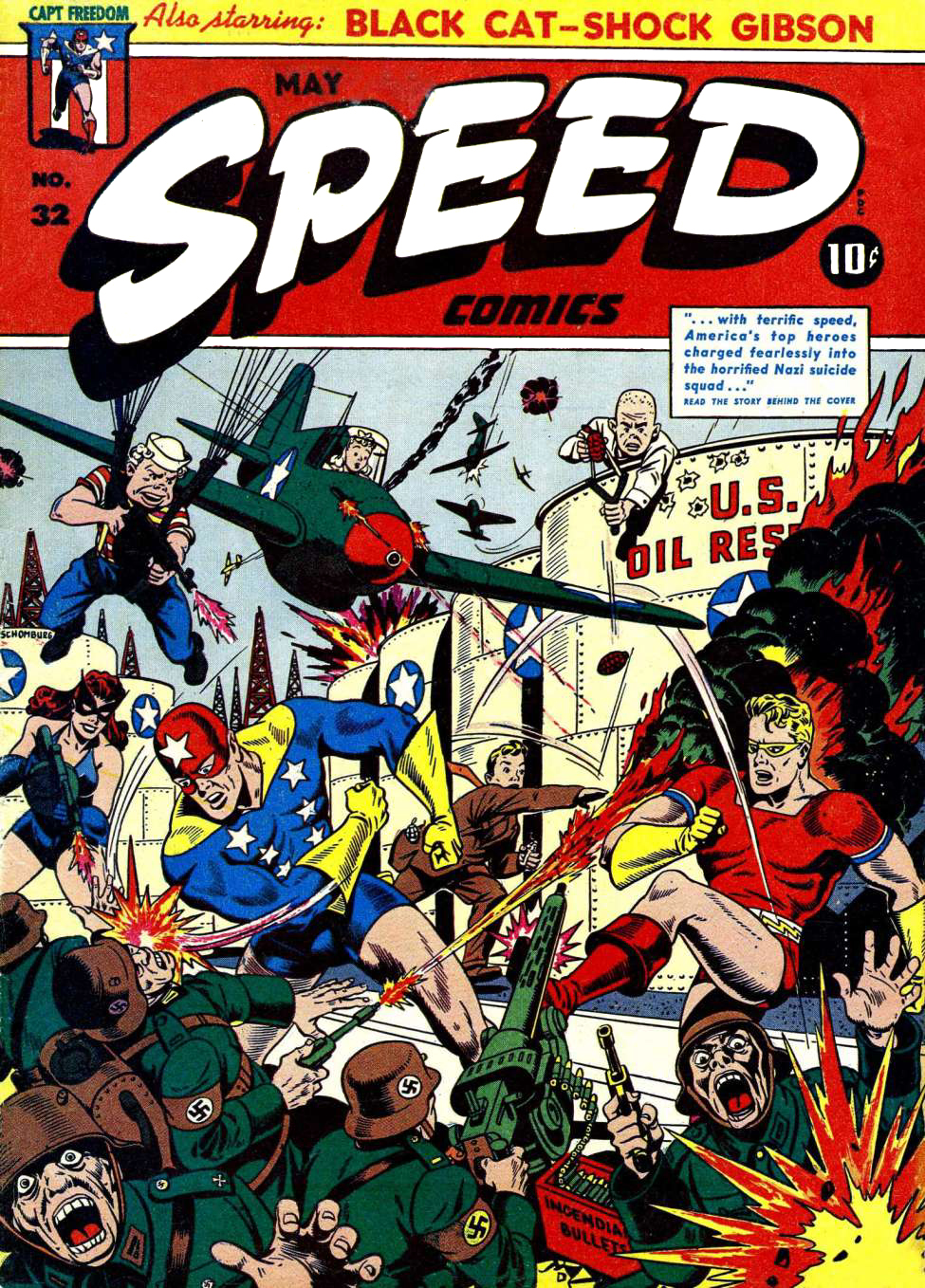
Speed Comics num. 32 de Harvey Comics (maig de 1944), portada d' Alex Schomburg

La història del còmic nord-americà va començar el 1842 amb la publicació nord-americana de l'obra de Rodolphe Töpffer The Adventures of Mr. Obadiah Oldbuck, però el mitjà es va desenvolupar inicialment a través de tires còmiques als diaris. Els anys seminals de les tires còmiques van establir les seves característiques canòniques (per exemple, la bafarada) i els gèneres inicials (les tires familiars, els contes d'aventures). Els personatges de les historietes es van convertir en celebritats nacionals i van ser objecte d'adaptacions multimèdia, mentre que els diaris competien pels artistes més populars.
El primer còmic veritable d'estil americà, publicat independentment d'un diari ( Famous Funnies: A Carnival of Comics ), va aparèixer el 1933. Tot i que els primers còmics eren en si mateixos reimpressions de tires de diari, els còmics aviat van presentar material original, i la primera aparició de Superman el 1938 va llançar l'Edat d'Or dels còmics. Durant la Segona Guerra Mundial, els superherois i els animals parlants eren els gèneres més populars, però també es van desenvolupar nous gèneres (és a dir, western, romàntic i ciència-ficció) i van augmentar el nombre de lectors. Les vendes de còmics van començar a disminuir a principis de la dècada de 1950, i els còmics van ser condemnats socialment pels seus suposats efectes nocius sobre els nens; per protegir la reputació dels còmics, es va formar el Comics Code Authority (CCA), però això va eliminar la publicació de gèneres; criminal i de terror.
L'edat de plata dels còmics va començar el 1956 amb un ressorgiment de l'interès pels superherois. Les vendes dels còmics que no eren de superherois van disminuir i moltes editorials van tancar. Marvel Comics and National Periodicals(DC) va introduir superherois nous i populars i, per tant, es va convertir en l'editor de còmics líder a l'Edat de Bronze dels còmics (de 1970 a 1985). A diferència de les edats d'or i de plata, l'inici de l'edat de bronze no està marcada per un sol esdeveniment. Tot i que l'edat del bronze va estar dominada pels gèneres de superherois, van aparèixer per primera vegada els còmics underground, que abordaven nous temes estètics i seguien un nou model de distribució.
Després de l'edat del bronze, l'edat moderna semblava inicialment una nova edat daurada. Escriptors i artistes van redefinir els personatges clàssics i van llançar noves sèries que van portar el lector a nivells que no s'havien vist en dècades, i publicacions de referència com Maus van redefinir el potencial del mitjà. La indústria, però, va experimentar aviat una sèrie de xocs i crisis financeres que van amenaçar la seva viabilitat, i de les quals va trigar anys a recuperar-se.

###### Esquemes de periodització
Els historiadors del còmic nord-americà generalment divideixen la història del còmic nord-americà del segle XX cronològicament en edats. El primer període, anomenat Segle d'Or, s'estén des del c.1938 (primera aparició de Superman in Action Comics núm. 1 de National Allied Publications, un predecessor corporatiu de DC Comics) a 1956 (introducció de la segona encarnació de DC de The Flash ). El període següent, l'Edat de Plata, va de 1956 a 1970. L' edat de bronze segueix i abasta des de 1970 fins a 1985. Finalment l'últim període, del c. 1985 fins avui, és l'Edat Moderna. Aquesta divisió és estàndard però no tots els crítics l'apliquen, ja que alguns d'ells proposen períodes propis, i les dates seleccionades poden variar segons els autors.
El primer ús registrat del terme "Golden Age" relacionat amb els còmics va ser de Richard A. Lupoff en un article, "Re-Birth", publicat en el número 1 del fanzine Comic Art l'abril de 1960. El primer ús dels termes "Edat d'Or" i "Edat de Plata" junts com a periodització còmica va ser en una carta d'un lector publicada a la Justice League of America núm 42 (febrer de 1966) que deia: "Si continueu tornant als herois de l'Edat d'Or, la gent d'aquí a 20 anys anomenarà aquesta dècada els anys seixanta de plata!" L'historiador de còmics i productor de pel·lícules Michael Uslan diu que aquesta jerarquia natural d'or-plata-bronze, semblant a les medalles olímpiques, aviat es va apoderar del llenguatge comú: "Els aficionats immediatament es van adonar d'això, perfeccionant-lo més directament en una versió de l'edat de plata de l'edat d'or. Molt aviat, va ser en la nostra llengua, substituint expressions com... "Segona edat heroica dels còmics" o "L'edat moderna" dels còmics. No va passar gaire abans que els distribuïdors... especifiquen que era un còmic de l'Edat d'Or a la venda o un còmic de l'Edat de Plata a la venda".

###### Esquemes alternatius
A Complete History of American Comic Books, Shirrel Rhoades cita Steve Geppi (l'editor de la Overstreet Comic Book Price Guide i fundador de Diamond Comic Distributors, el monopoli de la distribució directa al mercat entre 1997 i 2020) que, tenint en compte les tires còmiques, divideix la història del còmic en èpoques: victoriana (edat victoriana, de 1828 a 1882), de platí ( edat de platí, de 1882 a 1938), d'or (edat d'or, de 1938 a 1945), atòmica (edat de l'àtom, de 1946 a 1956), de plata (Edat de Plata, de 1956 a 1971), de bronze ( Edat de Bronze, de 1971 a 1985), de coure ( Edat de Coure, de 1986 a 1992), de crom ( Edat de Crom, de 1992 fins al 1999), i moderns (Edat moderna, 2000 fins a l'actualitat). Segons Rhoades, la consideració de les tires còmiques en la història general del còmic ha portat Geppi a afegir dos períodes anteriors a l'Edat d'Or: l'Edat Victoriana (del 1828 al 1882) i l'Edat del Platí (el període de les tires còmiques).
Existeixen definicions alternatives d'aquests períodes, ja que l'historiador de còmics William W. Savage fixa el final de l'Era de l'Atom (el període en què hi havia una prevalença de les narracions de la bomba atòmica i les històries de terror) el 1954, l'any que l'Autoritat del Codi del Còmic va prohibir. la majoria del que havia aparegut abans de 1954. El lloc web Copper Age Comics proposa que l'Edat del Coure va començar el 1984 amb la sèrie limitada Marvel's Secret Wars i va acabar el 1991 amb la sèrie X-Men de Jim Lee. El 1992, un grup d'artistes de Marvel (inclòs Jim Lee) van desertar per formar la propietat del creador Image Comics ; el lloc marca això com l'inici de l'Edat Moderna, que continua fins a l'actualitat.
Un nom alternatiu per al període posterior a mitjans de la dècada de 1980 és Dark Age of Comic Books. L'escriptor de cultura pop Matthew J. Theriault va proposar l' Edat Fosca (c.1985 a 2004), l' Edat Moderna (a partir del 2004 aprox. amb la publicació de " Avengers Disassembled " de Marvel i " Infinite Crisis " de DC Comics, i acabant cap al 2011), i l' era postmoderna (a partir del 2011 cap a la publicació d' Ultimate Fallout núm 4, la primera aparició de Miles Morales, i continuant fins a l'actualitat). El creador de còmics Tom Pinchuk va proposar el nom Diamond Age (2000-present) per al període que va començar amb l'aparició de la línia Ultimate de Marvel.

## Inicis

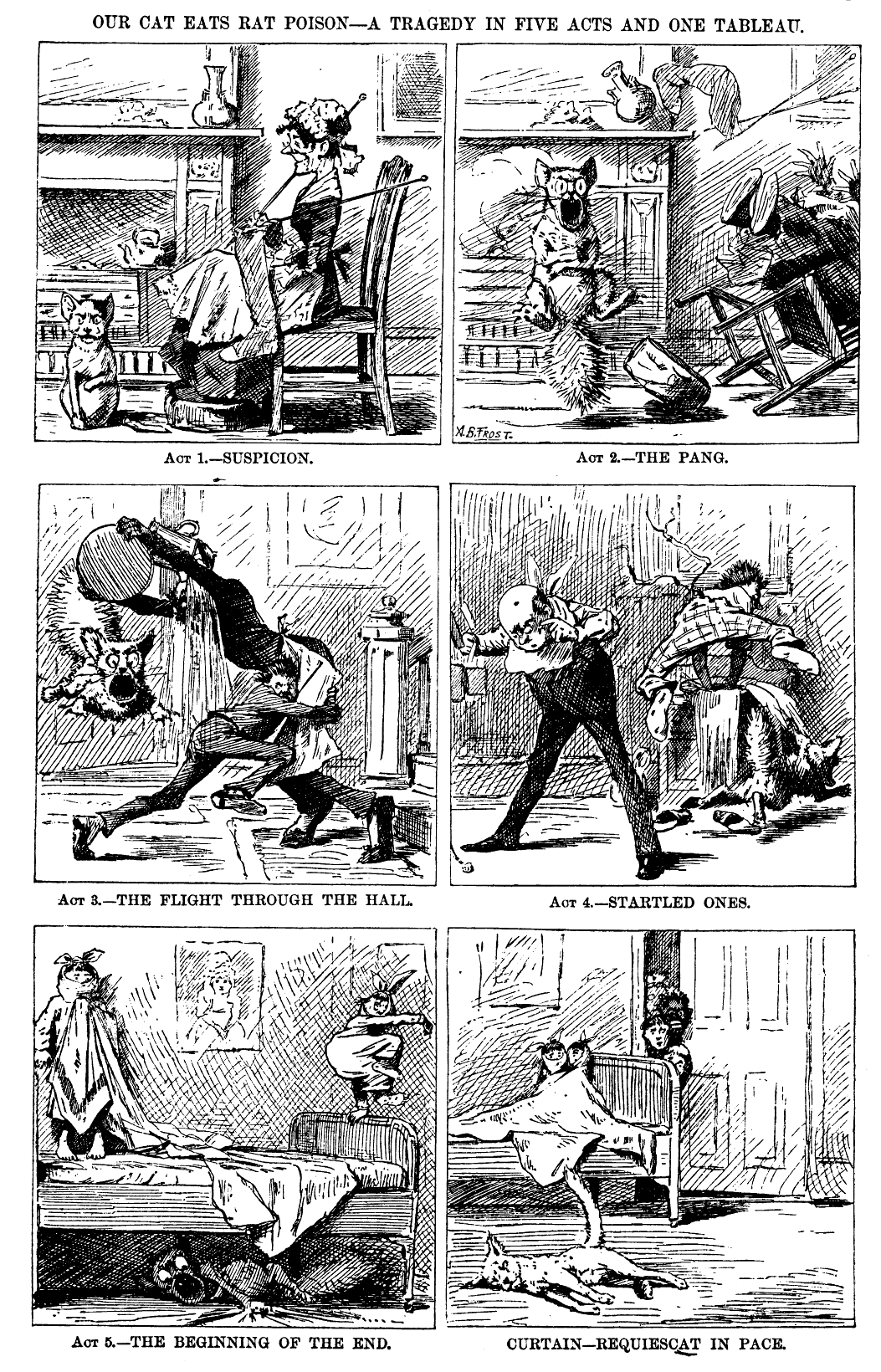
Un conte d'Arthur Burdett Frost datat el 1881.

###### Edat victoriana (1842–1897)
Els còmics als Estats Units tenen el seu origen en les primeres obres europees. El 1842, l'obra Histoire de Mr. Vieux Bois de Rodolphe Töpffer va ser publicada amb el títol The Adventures of Mr. Obadiah Oldbuck in the U.S Aquesta edició (un suplement de diari titulat Brother Jonathan Extra No. IX, 14 de  setembre del 1842) és una còpia sense llicència de l'obra original tal com es va fer sense l'autorització de Töpffer. A aquesta primera publicació van seguir altres obres d'aquest autor, sempre sota tipus d'edicions sense llicència. Els còmics de Töpffer es van reimprimir regularment fins a finals de la dècada de 1870, que va donar als artistes nord-americans la idea de produir obres similars. El 1849, Journey to the Gold Diggins de Jeremiah Saddlebags de James A. i Donald F. Read va ser el primer còmic nord-americà.
La producció nacional es va mantenir limitada fins a l'aparició de revistes satíriques que, seguint el model de British Punch, publicaven dibuixos i contes humorístics, però també històries en imatges i còmics muts. Els tres títols principals eren Puck, Judge i Life. Autors com Arthur Burdett Frost van crear històries tan innovadores com les produïdes en el mateix període pels europeus. No obstant això, aquestes revistes només arriben a un públic prou educat i ric per permetre-se'ls. Només l'arribada del progrés tecnològic va permetre una reproducció fàcil i barata d'imatges perquè el còmic nord-americà s'enlaires. Alguns magnats dels mitjans de comunicació com William Randolph Hearst i Joseph Pulitzer van participar en una ferotge competència per atraure lectors i van decidir publicar còmics als seus diaris.

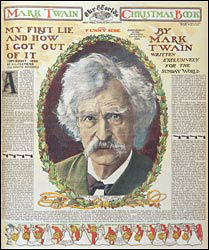
Portada del món de Nova York, propietat de Joseph Pulitzer, Nadal de 1899.

###### Edat de platí (1897-1938)
El període de finals del segle XIX (l'anomenada "Edat del platí") es va caracteritzar per una introducció gradual dels elements clau del còmic de masses nord-americans. Aleshores, les Sunday comics,  es van trobar a les pàgines d'humor dels diaris: es van publicar a l'edició dominical per retenir el lector. En efecte, no eren la informació donada la que distingia els diaris sinó els editorials i les pàgines que no eren informatives, les il·lustracions de les quals eren un component important. Aquestes pàgines es van anomenar llavors suplement del còmic. El 1892, William Randolph Hearst va publicar còmics al seu primer diari, The San Francisco Examiner. James Swinnerton va crear en aquesta ocasió els primers dibuixos d'animals humanitzats de la sèrie Little Bears and Tykes. No obstant això, els dibuixos publicats a la premsa eren més aviat una sèrie de caricatures humorístiques independents que ocupaven una pàgina sencera. La finalitat de la caricatura mateixa, tal com s'expressa a través de la seqüència narrativa expressada a través d'imatges que se succeeixen, es va imposar lentament.
El 1894, Joseph Pulitzer va publicar al New York World la primera tira de color, dissenyada per Walt McDougall, que demostrava que la tècnica ja permetia aquest tipus de publicacions. Els autors van començar a crear personatges recurrents. Així, l'any 1894 i encara al món de Nova York, Richard F. Outcault va presentar Hogan's Alley, creat poc abans a la revista Truth Magazine. En aquesta sèrie de grans dibuixos a tota pàgina plens de detalls humorístics, va posar en escena uns eriçons de carrer, un dels quals duia una camisa de dormir blava (que es va tornar groga el 1895). Aviat, el petit personatge es va convertir en l'estimat dels lectors que l'anomenaven Yellow Kid. El 25 d'octubre de 1896, The Yellow Kid va pronunciar les seves primeres paraules en una bafarada (anteriorment estaven escrites a la seva camisa). Outcault ja havia utilitzat aquest mètode però sovint es considera aquesta data com el naixement del còmic als Estats Units.

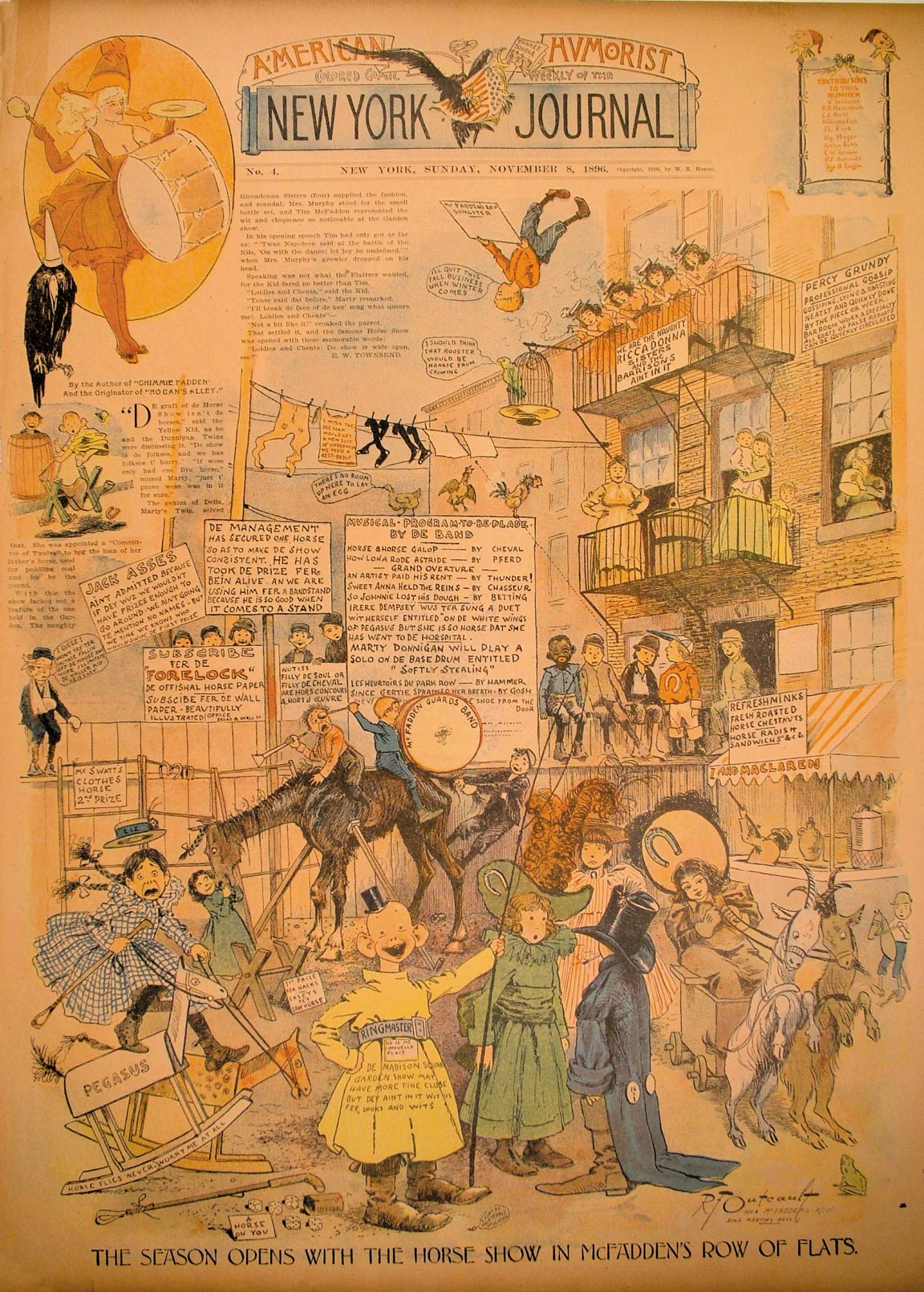
The Yellow Kid publicat al New York Journal el 8 de novembre de 1896.

L'èxit de Yellow Kid va augmentar les vendes del New York World, alimentant la cobdícia de Hearst. La ferotge competència entre Hearst i Pulitzer l'any 1896 va portar a Hearst a atreure Outcault per treballar al New York Journal. Una dura batalla legal va permetre a Pulitzer seguir publicant Hogan's Alley (que va confiar a Georges B. Luks) i Hearst a publicar la sèrie amb un altre nom. Richard Outcault va triar el títol The Yellow Kid. Publicada l'any 1897, la revista Yellow Kid, formada per fulls, va aparèixer anteriorment als diaris i va ser la primera revista d'aquest tipus.
De 1903 a 1905, Gustave Verbeek va escriure la seva sèrie de còmics "The Upside-Downs of Old Man Muffaroo and Little Lady Lovekins" entre 1903 i 1905. Aquests còmics es van fer de tal manera que es podia llegir el còmic de 6 pagines, donar la volta al llibre i seguir llegint. Va fer 64 còmics d'aquest tipus en total.

## Clàssics

###### Segle d'Or (1938-1956)
L'edat d'or dels còmics descriu una època dels còmics nord-americans de 1938 a 1956. Durant aquest temps, es van publicar per primera vegada els còmics moderns  i van augmentar ràpidament en popularitat. Es va crear l'arquetip de superherois i es van introduir molts personatges coneguts, com Superman, Batman, Captain Marvel, Captain America i Wonder Woman.

###### Edat de plata (1956-1970)
L'edat de plata dels còmics va començar amb la publicació de DC Comics' Showcase núm. 4 (octubre de 1956), que va introduir la versió moderna del Flash. Aleshores, només tres superherois —Superman, Batman i Wonder Woman— es publicaven amb els seus propis títols. El Comics Code va ser una força dominant durant l'Edat de Plata. El Codi va restringir que molts temes es cobrissin a les històries: això va impedir que determinats gèneres, com ara els còmics de crims i de terror, es venguessin a la majoria de botigues de còmics, i també va ajudar els superherois a mantenir-se populars i culturalment rellevants. El moviment de còmics underground va començar al final de l'Edat de Plata en resposta a les restriccions del Codi, i va formar part de la contracultura més àmplia dels anys seixanta.

###### Edat del bronze (1970-185)
L'edat de bronze dels còmics és un nom informal per a un període de la història dels còmics de superherois nord-americans que se sol dir que va des de 1970 fins a 1985. Segueix l'edat de plata dels còmics i li segueix l'edat moderna dels còmics. L'Edat de Bronze va conservar moltes de les convencions de l'Edat de Plata, amb els títols de superherois tradicionals sent el pilar principal de la indústria. No obstant això, un retorn d'elements argumentals més foscos i històries més relacionades amb qüestions socials rellevants, com el racisme, va començar a florir durant el període, prefigurant la posterior Edat Moderna dels còmics.

## Moderna
L'edat moderna dels còmics és un període de la història dels còmics de superherois nord-americans que es considera generalment que va començar el 1985 i que continua fins als nostres dies. Durant aproximadament els primers 15 anys d'aquest període, molts personatges de còmics van ser redissenyats, els creadors van guanyar protagonisme a la indústria, van florir els còmics independents i es van comercialitzar més les editorials més grans. Un nom alternatiu per a aquest període és Dark Age of Comic Books, a causa de la popularitat i influència artística de títols amb contingut seriós, com Batman: The Dark Knight Returns i Watchmen.